# ГЕС Yángliǔtān
ГЕС Yángliǔtān (杨柳滩水电站) — гідроелектростанція на півдні Китаю у провінції Юньнань. Знаходячись між ГЕС Yànzipō (вище по течії) та ГЕС Dàyúkǒng (30 МВт), входить до складу каскаду на річці Hengjiang, правій притоці Дзинші (верхня течія Янцзи).  
В межах проекту річку перекрили бетонною гравітаційною греблею довжиною 240 метрів, яка утримує водосховище з об’ємом 21,1 млн м3 (корисний об’єм 13,6 млн м3). Пригреблевий машинний зал обладнали трьома турбінами типу Каплан потужністю по 18 МВт, які працюють при напорі від 13 до 18 метрів (номінальний напір 15 метрів) та забезпечують виробництво 236 млн кВт-год електроенергії на рік.